# Saison 2002 de la Ligue canadienne de football
Navigation
2001 2003
2002 est la 45e saison de la Ligue canadienne de football et la 119e saison depuis la fondation de la Canadian Rugby Football Union en 1884.

## Événements
Les Renegades d'Ottawa font leur entrée en compétition; leur domicile est le stade Frank-Clair. En conséquence de leur arrivée, les Blue Bombers de Winnipeg retournent dans la division Ouest.

## Classements
| Clt   | Équipe                 | PJ | V  | D  | N | DP | BP  | BC  | Pts |
| ----- | ---------------------- | -- | -- | -- | - | -- | --- | --- | --- |
| +001, | Alouettes de Montréal  | 18 | 13 | 5  | 0 | 1  | 577 | 408 | 27  |
| +002, | Argonauts de Toronto   | 18 | 8  | 10 | 0 | 0  | 344 | 482 | 16  |
| +003, | Tiger-Cats de Hamilton | 18 | 7  | 11 | 0 | 1  | 427 | 524 | 15  |
| +004, | Renegades d'Ottawa     | 18 | 4  | 14 | 0 | 2  | 356 | 550 | 10  |

| Clt   | Équipe                           | PJ | V  | D  | N | DP | BP  | BC  | Pts |
| ----- | -------------------------------- | -- | -- | -- | - | -- | --- | --- | --- |
| +001, | Eskimos d'Edmonton               | 18 | 13 | 5  | 0 | 0  | 516 | 450 | 26  |
| +002, | Blue Bombers de Winnipeg         | 18 | 12 | 6  | 0 | 0  | 566 | 421 | 24  |
| +003, | Lions de la Colombie-Britannique | 18 | 10 | 8  | 0 | 0  | 480 | 399 | 20  |
| +004, | Roughriders de la Saskatchewan   | 18 | 8  | 10 | 0 | 2  | 435 | 393 | 18  |
| +005, | Stampeders de Calgary            | 18 | 6  | 12 | 0 | 2  | 438 | 512 | 14  |

## Séries éliminatoires

### Demi-finale de la division Ouest
- 10 novembre : Lions de la Colombie-Britannique 3 - Blue Bombers de Winnipeg 30

### Finale de la division Ouest
- 17 novembre : Blue Bombers de Winnipeg 30 - Eskimos d'Edmonton 33

### Demi-finale de la division Est
- 10 novembre : Roughriders de la Saskatchewan 14 - Argonauts de Toronto 24

### Finale de la division Est
- 17 novembre : Argonauts de Toronto 18 - Alouettes de Montréal 35

### 90ecoupe Grey
- 24 novembre : Les Alouettes de Montréal gagnent 25-16 contre les Eskimos d'Edmonton au stade du Commonwealth à Edmonton (Alberta).

## Honneurs individuels
- Joueur par excellence : Milt Stegall (QA), Blue Bombers de Winnipeg
- Joueur défensif par excellence : Elfrid Payton (en) (AD), Eskimos d'Edmonton
- Joueur de ligne offensive par excellence : Bryan Chiu (C), Alouettes de Montréal
- Joueur canadien par excellence : Ben Cahoon (DI), Alouettes de Montréal
- Recrue par excellence : Jason Clermont (en) (DI), Lions de la Colombie-Britannique
- Joueur des unités spéciales par excellence :  Corey Holmes (en) (SRB), Roughriders de la Saskatchewan